# Kathedrale von Santa Fe de Antioquia

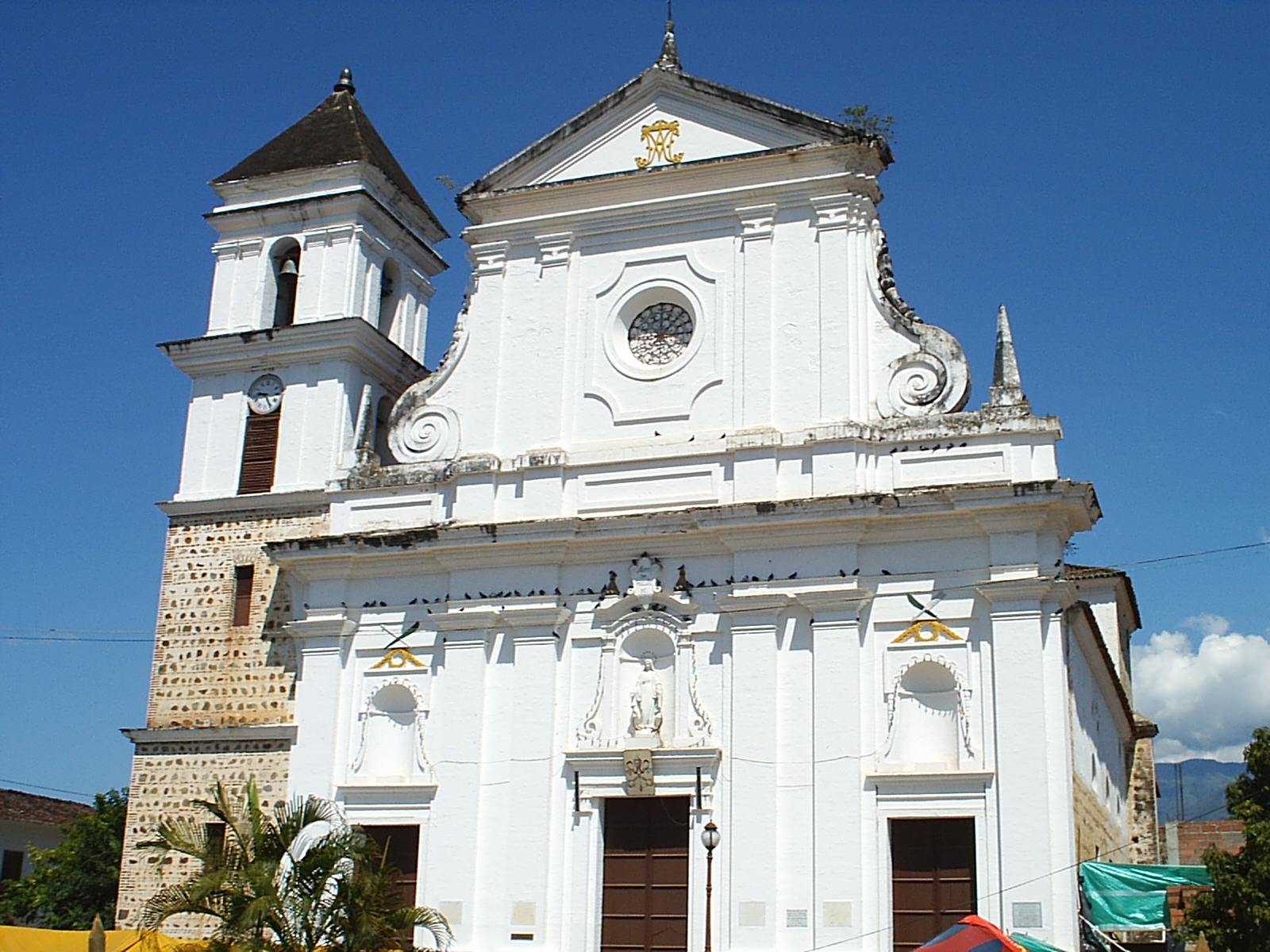
Fassade der Kathedrale

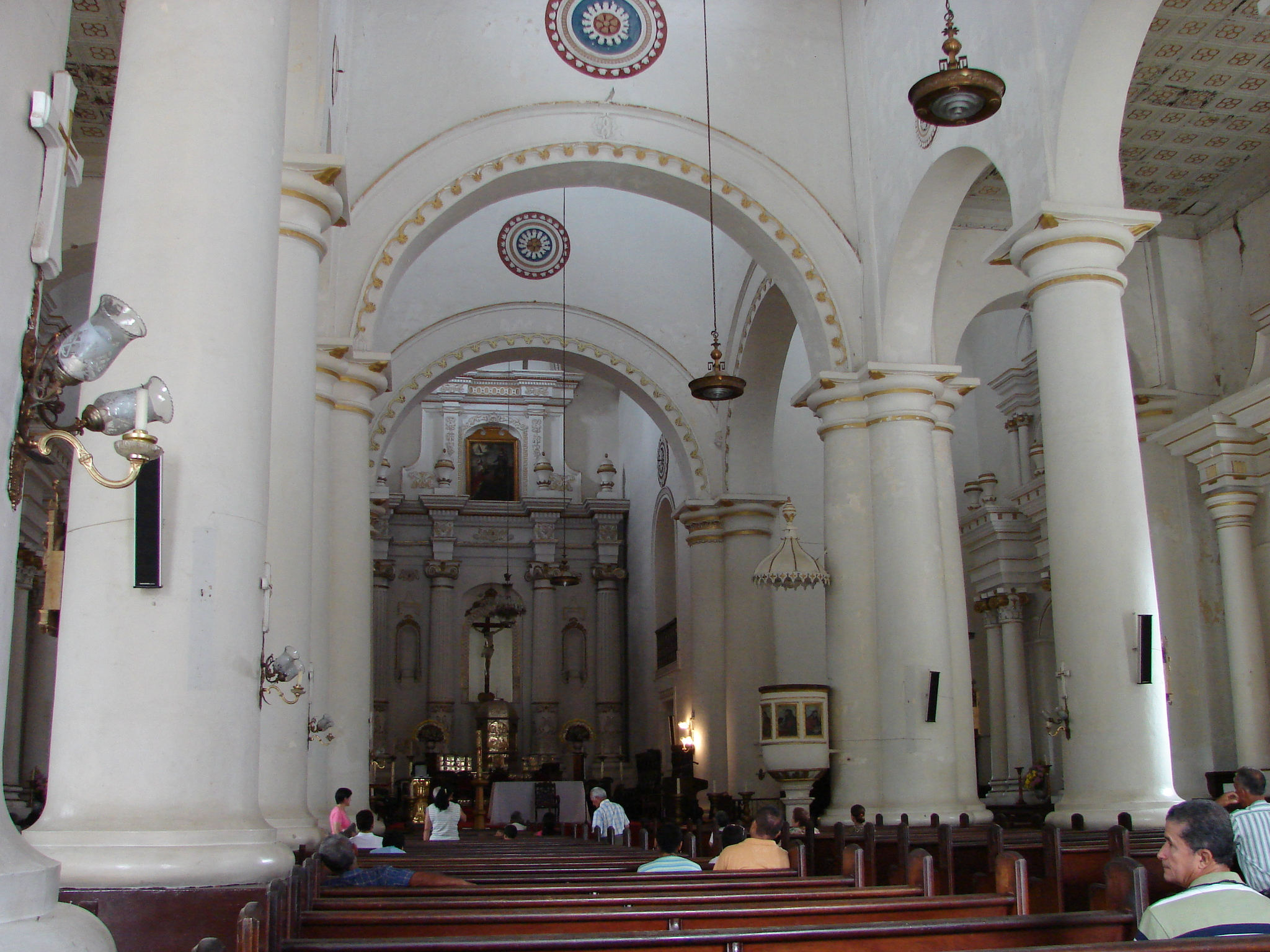
Innenraum der Kathedrale

Die Kathedrale von Santa Fe de Antioquia oder die Kathedralbasilika Mariä Empfängnis (spanisch Catedral Basílica de Inmaculada Conceptión) ist eine römisch-katholische Kirche in Santa Fe de Antioquia in Kolumbien. Die Kathedrale des Erzbistums Santa Fe de Antioquia mit der Anrufung Mariä Empfängnis trägt den Titel einer Basilica minor.

## Geschichte
Ende des 18. Jahrhunderts drohte die Pfarrkirche von Santa Fe de Antioquia wegen der Termiten, die einen Großteil der Dachkonstruktion zerstört hatten, zusammenzubrechen. Aus diesem Grund und dem Wunsch der Bevölkerung von Santa Fe, eine größere Kirche zu errichten, die für eine zukünftige Kathedrale geeignet sein könnte, wurde mit dem Bau begonnen. Es gab das Versprechen des Heiligen Stuhls und der spanischen Monarchie zur Gründung einer neuen Diözese.
Die Grundsteinlegung erfolgte am 17. März 1797. Nach Plänen des Kapuzinerbruders Domingo de Petrés, der auch die Kathedrale von Bogotá entworfen hatte, wurde mit viel Eigenleistung der Gemeindemitglieder unter Anleitung von Juan Esteban Martinez der Bau begonnen. Während des Baus erfolgte durch Papst Pius VII. am 31. August 1804 die Gründung der Diözese Antioquia.  Durch die begrenzten Ressourcen zog sich der Bau bis 1837, als die Kathedrale durch Bischof Juan de la Cruz Gómez Plata geweiht werden konnte. Das Gemälde der Unbefleckten Empfängnis war während des Baus in der nahen Kirche Santa Barbara und wurde nun in einer Prozession in die Kathedrale überführt. Die Kathedrale erhielt am 5. März 1941 durch Papst Pius XII. zusätzlich den Titel einer Basilica minor verliehen. Der historische Bereich von Santa Fe de Antioquia wurde 1960 einschließlich der Kathedrale durch das Gesetz 163 zum Nationaldenkmal Kolumbiens erklärt.

## Bauwerk

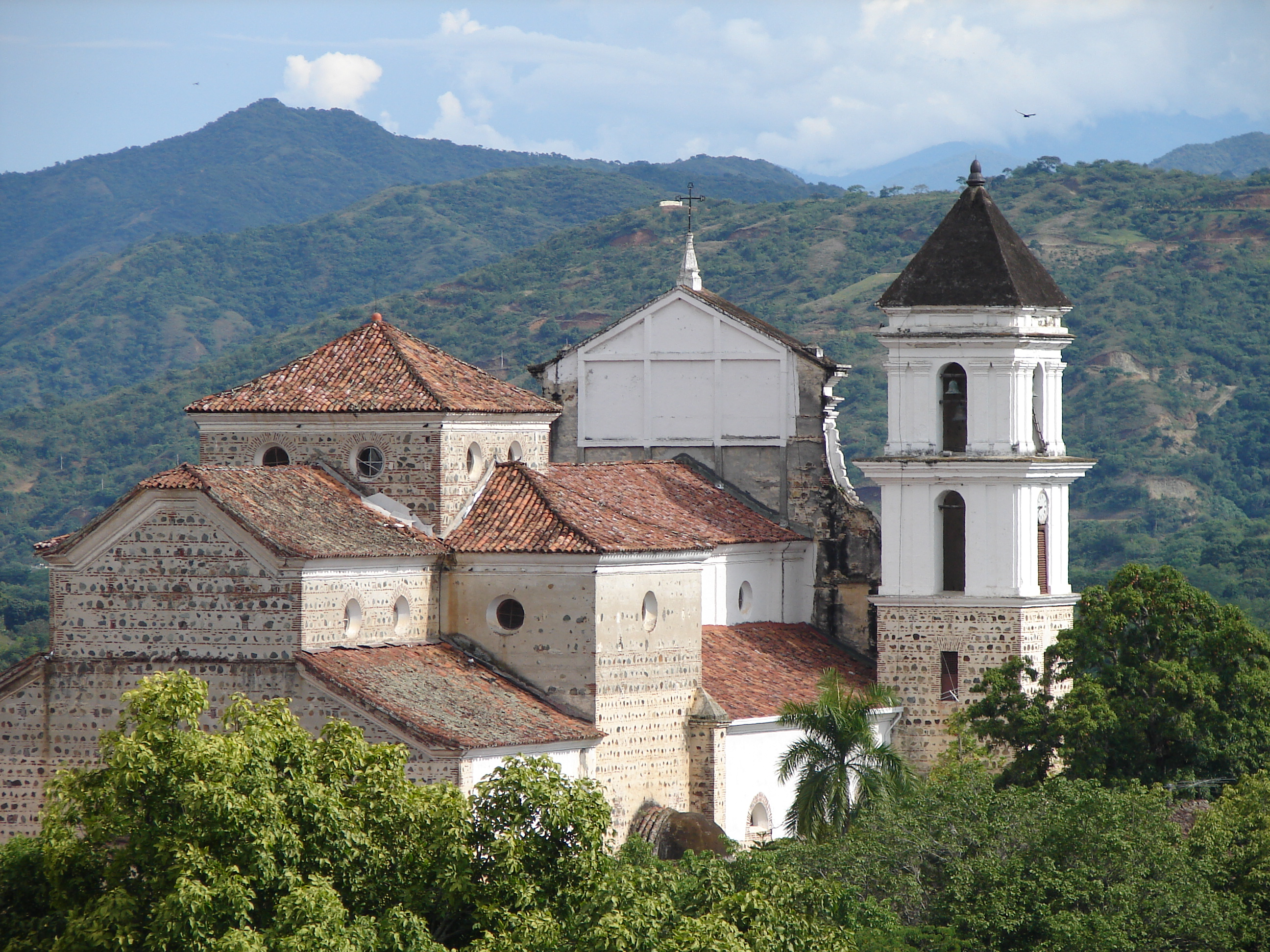
Ansicht der Kathedrale von der Chorseite

Die Kirche befindet sich auf der nordöstlichen Seite des Hauptplatzes von Santa Fe de Antioquia. Der klassizistische Stil wurde mit barocken Details verbunden. Ihr vieretagiger Kirchturm mit einer Höhe von 47 Metern steht auf der linken Eingangsseite, die Uhr wurde 1843 installiert. Die Fassade mit einem hohen, dreieckigen Ziergiebel ist weiß verputzt und besitzt drei Pforten. In einer mittleren Nische steht eine Marienfigur. Der rechteckige Grundriss der Basilika besitzt drei Kirchenschiffe mit Bögen, getragen von toskanischen Säulen. Ein flacher Vierungsturm erhebt sich am Schnittpunkt von Mittel- und angedeutetem Querschiff.

## Ausstattung
Die Kirche ist mit Kunst im Kolonialstil ausgestattet, so mit einem silbernen Tabernakel und ebenfalls silbernen Kronleuchtern. An den Außenwänden stehen Seitenaltäre. In der Sakristei wurde das Porträt von Juan E. Martínez, dem Leiter des Werkes, platziert. Die erste Orgel ging beim Transport durch eine Schiffshavarie zuerst verloren, konnte aber noch gerettet und installiert werden. Zu Beginn des 20. Jahrhunderts wurde die Orgel jedoch in den Chor der nahen St.-Barbara-Kirche der Stadt gebracht. 1959 wurde eine neue Orgel mit 14 Registern und 950 Pfeifen von E. F. Walcker Cie in Ludwigsburg erworben.